# إستير آيسبو
إستير آيسبو (بالإسبانية: Esther Acebo) هي ممثلة ومقدمة ومراسلة إسبانية، حققت الشهرة في مسلسل بيت من ورق.

## حياتها الفنية
درست النشاط البدني وعلوم الرياضة في جامعة كاستيا لا مانتشا بين عامي (2001-2005)، جمعت دراستها والتمثيل معاً، جاءت أول فرصة لها كمقدمة لبرنامج "Kosmi Club" بعد ذلك في قناة «موفيز ستار».

## روابط خارجية
- إستير آيسبو على موقع IMDb (الإنجليزية)
- إستير آيسبو على موقع ميتاكريتيك (الإنجليزية)
- إستير آيسبو على موقع روتن توميتوز (الإنجليزية)
- إستير آيسبو على موقع ألو سيني (الفرنسية)
- إستير آيسبو على موقع قاعدة بيانات الفيلم (الإنجليزية)